# Action de préférence (droit français)
 (février 2019).
Si vous disposez d'ouvrages ou d'articles de référence ou si vous connaissez des sites web de qualité traitant du thème abordé ici, merci de compléter l'article en donnant les références utiles à sa vérifiabilité et en les liant à la section « Notes et références ».
Les actions de préférence sont en France un type particulier d'actions qui se distinguent des actions ordinaires par les prérogatives qui y sont attachées. Leurs créations découlent de l'ordonnance du 24 juin 2004 modifié par l’ordonnance du 31 juillet 2014.

## Droits particuliers
Les actions de préférence peuvent conférer à leurs détenteurs des droits particuliers à plusieurs niveaux, notamment :
- en matière de droit de vote : suppression du droit de vote, droit de vote double, voire droit de vote multiple en SAS ;
- en matière de droit au bénéfice, on parle de droit : quote-part supérieure de dividende, dividende prioritaire, superdividende, etc.

L'ordonnance a entendu placer sous un seul et même régime l’ensemble des actions particulières, c’est-à-dire qui dérogent au principe de proportionnalité (une action = une voix = une fraction du dividende). Les actions de préférence ne sont cependant pas les seules actions particulières qui existent encore puisque des actions émises avant l’entrée en vigueur de l’ordonnance (actions de priorité, actions à dividende prioritaire sans droit de vote, etc.) continuent d'avoir cours.
Les actions de préférence sont régies par les articles L.228-11 et suivants du Code de commerce. Elles peuvent être émises dans tous types de sociétés par actions (cotées ou non). La préférence peut être capitalistique (dividende particulier) ou politique (droit de vote ou d'information renforcé), elle peut être positive (renforcement d'un droit) ou négative (limitation ou suppression d'un droit), sans qu'il ne doive y avoir d'équilibre entre les avantages et les inconvénients.

## L'émission des actions de préférence
Si les actions de préférence sont émises au profit d’un ou de plusieurs actionnaires désignés, il faut obligatoirement respecter la procédure dite des avantages particuliers :
- en cas d’émission d’actions de préférence dès la constitution de la société, celles-ci doivent figurer dans les statuts et un commissaire aux apports doit établir un rapport sur les avantages particuliers ;
- en cas d’émission en cours de vie sociale, une décision des actionnaires est nécessaire, sous la forme extraordinaire en SA ou dans les conditions prévues statutairement en SAS. Le ou les intéressés ne peuvent pas prendre part au vote. Un rapport du conseil d’administration ou du directoire dans les SA, ainsi qu’un rapport par un commissaire aux apports sur les avantages particuliers sont obligatoires. Les statuts doivent être mis à jour.

Les statuts de la société doivent indiquer l’identité des bénéficiaires d’avantages particuliers ainsi que la nature de ceux-ci. Un rapport spécial doit être établi par les commissaires aux comptes de la société. Les détenteurs d’actions de préférence pourront demander au commissaire aux comptes de la société d’établir un rapport spécial sur le respect des droits particuliers attachés aux actions de préférence. Enfin, sur décision des associés et suivant les modalités prévues dans les statuts, les actions de préférence peuvent être ultérieurement transformées en actions ordinaires ou en actions d’une autre catégorie.

## Les titres en voie d'extinction
Depuis l'ordonnance du 24 juin 2004, les anciens titres ne peuvent plus être créés, mais ils continuent d’exister (L.228-29-8 du code de commerce). Ces titres sont « en voie d’extinction » comme l'indique le titre de la section III du même code. Ils ont comme dessein, celui de devenir des actions de préférences régit par les articles L.228-11 et suivant du code de commerce. Ils peuvent être souscrit par les porteurs des titres en voie d’extinction (L.229-29-9). Ainsi, les porteurs de tels titres ne sont pas privés de leurs droits.
Ces titres en voie d'extinction ont été renumérotés aux articles du code de commerce suivants : 
- articles L.228-30 à L.228-35 : certificats d’investissement[4],
- article L.228-35-1 : actions de priorité[5],
- articles L.228-35-2 à L.228-35-11 : actions à dividende prioritaire sans droit de vote[6].